# Insidious
Insidious is een Amerikaanse horrorfilm uit 2010 onder regie van James Wan. De makers wonnen hiervoor onder meer de prijzen voor beste actrice (Rose Byrne), beste vrouwelijke bijrol (Lin Shaye), beste score (van Joseph Bishara) en beste productie voor een groot publiek tijdens de Fangoria Chainsaw Awards 2012 in Los Angeles.

## Verhaal
Wanneer Josh en Renai samen met hun drie kinderen verhuizen naar een grote villa, kan hun geluk niet op. Daaraan komt een einde wanneer zoontje Dalton een geluid hoort op zolder en op inspectie gaat. Daarbij valt hij van een ladder, waarop hij de volgende morgen niet meer wakker wordt. Hij blijkt in een coma te liggen. De doktoren kunnen niet verklaren waarom.
Dalton ligt na drie maanden nog steeds in coma, wanneer hij van het ziekenhuis naar zijn eigen kamer thuis wordt verhuisd. Kort daarop beginnen er vreemde dingen plaats te vinden in het huis. Er klinken stemmen op de babyfoon, jongste zoon Foster vertelt dat Dalton 's nachts rondloopt en er zit plotseling een bloederige handafdruk op Daltons bed. Wanneer Renai op een nacht wordt aangevallen, is de maat vol. De familie verhuist opnieuw.
In het nieuwe huis houden de verontrustende gebeurtenissen niettemin aan. Het lag niet aan het huis. Josh' moeder Lorraine mengt zich in het verhaal, die op haar beurt haar vriendin Elise inschakelt, een paranormaal onderzoekster. Die legt uit dat Dalton een 'astrale projector' is, een persoon die tijdens het slapen zijn fysieke lichaam kan verlaten. Toen Josh jong was, deed hij dit ook. De herinneringen hieraan heeft hij alleen verdrongen. Dalton is tijdens het verlaten van zijn fysieke lichaam alleen zo ver gegaan, dat hij niet meer terug kan. Hij is verdwaald in een dimensie genaamd The Further, waar kwaadaardige entiteiten hem proberen vast te houden, om zo geleidelijk zijn lichaam over te kunnen nemen. Elise stelt dat alleen Josh Dalton terug kan halen door gebruik te maken van zijn eigen vermogen tot astrale projectie.
Elise helpt Josh om in een trance te komen. Hij reist in zijn astrale vorm naar hun oude huis en vindt daar een deur op zolder. Hierdoor bereikt hij de plaats waar Dalton gevangen zit. Josh bevrijdt zijn zoon en slaat met hem op de vlucht. De demon die Dalton gevangen hield, komt hen achterna. Voor ze de deur weer doorgaan en zo terugkeren naar de stoffelijke, menselijke dimensie, moet Josh de confrontatie aangaan met de vrouwelijke verschijning die hemzelf terroriseerde in zijn kindertijd. Wanneer hij haar toeschreeuwt te verdwijnen, lost ze op. Vervolgens komen zowel Josh als Dalton bij bewustzijn in hun stoffelijke vorm. Hier worden ze verwelkomd door Renai, Elise en haar assistenten.
Renai zet haar zoon een bord spaghetti voor en praat met hem over koetjes en kalfjes. Elise en Josh praten intussen boven na over het gebeurde. Wanneer Josh haar een stapeltje foto's overhandigt, schrikt ze van zijn hand. Ze verrast hem vervolgens door plotseling een foto van hem te maken. Josh wordt woedend. Hij vliegt Elise aan en wurgt haar. Wanneer Renai boven komt, vindt ze Elise dood in een stoel. Geschrokken roept ze Josh. Dan ziet ze het fototoestel met daarop de foto die Elise van Josh maakte. Renai ziet hierop alleen een afbeelding van de vrouwelijke verschijning die Josh van zijn lichaam wilde beroven toen hij jong was. Hij beantwoordt ten slotte Renais eerdere kreten en legt zijn handen op haar schouders.

## Rolverdeling
- Patrick Wilson als Josh Lambert
- Rose Byrne als Renai Lambert
- Ty Simpkins als Dalton Lambert
- Lin Shaye als Elise Rainier
- Leigh Whannell als Specs
- Angus Sampson als Tucker
- Barbara Hershey als Lorraine Lambert
- Andrew Astor als Foster Lambert
- Corbett Tuck als Zuster Adele
- Heather Tocquigny als Zuster Kelly
- Ruben Pla als Dr. Sercarz
- John Henry Binder als Father Martin